# کیتا-کو، سایتاما
کیتا-کو (به لاتین: Kita-ku) یک منطقهٔ مسکونی در ژاپن است که در سایتاما واقع شده‌است. کیتا-کو ۱۶٫۸۶ کیلومتر مربع مساحت و ۱۴۳٬۸۰۶ نفر جمعیت دارد.